# Sarganserland
Sarganserland (niem. Wahlkreis Sarganserland) – okręg w Szwajcarii, w kantonie St. Gallen.  
Okręg składa się z ośmiu gmin (Gemeinde) o powierzchni 517,74 km² i o liczbie mieszkańców 42 126.

## Gminy
1. Bad Ragaz
2. Flums
3. Mels
4. Pfäfers
5. Quarten
6. Sargans
7. Vilters-Wangs
8. Walenstadt